# Evropská silnice E117

Trasa Evropské silnice E117

Evropská silnice E117 je součástí Evropské mezinárodní sítě silnic. Začíná v Miněralnyje Vody v Rusku a končí v Meghri v Arménii. Měří 1004 kilometrů. Mezi Miněralnyje Vody a Beslanem je silnice souběžná s E50 a ruskou dálnicí M29 (dnes známá jako R217).